# تشارلز إي. كيلبورن
تشارلز إي. كيلبورن (بالإنجليزية: Charles E. Kilbourne)‏ هو عسكري أمريكي، ولد في 23 ديسمبر 1872 في Fort Myer ‏ في الولايات المتحدة، وتوفي في 12 نوفمبر 1963 في واشنطن العاصمة في الولايات المتحدة.